# Chaco
Provinsen Chaco (spansk: Provincia del Chaco) er en provins i det nordlige Argentina, nær grænsen til Paraguay. Provinsen har et areal på 99.633 km2
og et befolkningstal på 1.129.606 (2022) indbyggere. Den grænser til Salta, Provincia de Santiago del Estero, Formosa, Corrientes og Santa Fe samt til Paraguay. Provinshovedstaden hedder Resistencia og ligger ved floden Paraná. Provinsen er kendt for at være en produktiv kød- og mælkeproducent.
Befolkningen i Chaco er sammensat. Provinsen har urbefokningsgrupper som Guarani, Toba og Mataco samt folk af spansk og italiensk afstamning. Derudover befinder der sig mange folk med afstamning fra Tyskland, Rusland, Ukraine, slaviske lande og folk fra det tidligere Jugoslavien. 

## Klima og geografi
Chaco er kendt for sine ekstreme vejrforhold. Regelmæssige tørkeperioder da dele af provinsen har ørkenpræg. Samtidig fører kraftige nedbørsperioder til at det danne områder som har mere præg af regnskov. Dyrelivet er omfattende og omfatter aber, krokodiller, bjørne og flere typer slanger. Flere af disse observeres i nationalparken «Parque National Chaco».

## Historie
Chaco var et «Territorie» fra 1886 til 1951. I 1952 blev territoriet omdøbt til Juan Perón, samtidig som det blev lavet om til provins. I 1955 fik den på ny, navnet Chaco. I en periode samtidigt med dette havde provinsen La Pampa navnet Isabela Peron.